# Kathleen O'Connor (pittrice)
Kathleen Laetitia O'Connor, detta Kate (Hokitika, 14 settembre 1876 – Perth, 24 agosto 1968), è stata una pittrice australiana naturalizzata neozelandese di origini irlandesi.
Esponente dell'impressionismo, O'Connor operò principalmente in madrepatria e in Francia.

## Biografia
O'Connor nacque nel 1876 a Hokitika (Nuova Zelanda), ed era figlia del celebre ingegnere Charles Yelverton O'Connor e di sua moglie Susan Laetitia O'Connor (nata Ness). Kathleen O'Connor Studiò prima presso la Marsden School di Wellington, e poi privatamente a Perth dal 1891. Fra i suoi insegnanti ebbe l'artista Florence Fuller. O'Connor prese lezioni di pittura presso la Technical School di Perth con James Linton e presso la Bushey School (Inghilterra) con Hubert von Herkomer. Dopo aver lavorato per un certo periodo nei grandi magazzini alla moda di Sydney, si trasferì a Parigi nel 1907. A partire dal 1911, iniziò a esporre le sue opere in occasione del Salon d'Automne del Salon Française e per la Société des Femmes Peintres et Sculpteurs. Durante la seconda guerra mondiale, O'Connor visse invece a Londra in condizioni di estrema povertà. Fece poi ritorno a Parigi, ove rimase fino al 1950. Fra il 1949 e il 1960, l'artista esponeva spesso le sue tele in occasione di varie mostre organizzate presso la galleria d'arte di Claude Hotchin. Nonostante l'affetto che provava per la capitale francese, O'Connor fece definitivamente ritorno a Perth nel 1955 a causa di problemi economici. O'Connor spirò nel 1968.